# Distrito de Prahova
Prahova es un distrito (județ) ubicado en la zona central de Rumania, en la región septentrional de Valaquia. Su superficie es de 4.716 km² y su población es de 829.945 habitantes (en 2002), con una densidad de 176 hab/km².
La ciudad capital del distrito es Ploiești (232.452 hab).
La gran mayoría de la población es de origen rumano (97,7%), mientras que la principal minoría las constituyen los romaníes.

## Distritos vecinos
- Distrito de Buzău por el este.
- Distrito de Dâmbovița por el oeste.
- Distrito de Brașov por el norte.
- Distritos de Ialomiţa e Ilfov por el sur.

## Demografía
En el año 2002, la población del distrito ascendía a 829.945 habitantes, mientras que la densidad poblacional era de 176 hab/km². De acuerdo a estos datos, se trataba del distrito más poblado de Rumania, con una densidad poblacional que era más del doble de la media nacional.
- Rumanos: 97,74%[1]
- Romaníes, y otros.

| Año  | Población del distrito |
| ---- | ---------------------- |
| 1948 | 557,776                |
| 1956 | 623,817                |
| 1966 | 701,057                |
| 1977 | 817,168                |
| 1992 | 874,349                |
| 2002 | 829,945                |

## Geografía
El distrito tiene una extensión territorial de 4.716 km².
El relieve de Prahova se encuentra dividido en partes iguales entre las montañas, las colinas y la llanura. En el norte del distrito se encuentran las montañas, un grupo de las cuales forman parte del extremo sur de los Cárpatos Orientales. El otro conjunto importante de elevaciones son los montes Bucegi, que pertenecen a los Cárpatos del sur. Ambos conjuntos montañosos se encuentran separados por el Valle de Prahova.
En el sur del distrito predominan los terrenos llanos, como extensión de la parte noroeste de la Llanura rumana.
El principal río que fluye por el distrito es el que le da su nombre, el Prahova. Nace en las montañas y recorre el Valle de Prahova, en donde recibe a varios afluentes, entre los que se cuentan el Doftana, el Teleajen y otros.

## Economía
En esta región se encuentran las principales reservas petrolíferas de Rumania, por lo que se han desarrollado en forma importante las industrias relacionadas con la extracción y la refinación de hidrocarburos. El distrito está muy industrializado, al punto tal que más de 115.000 personas trabajan en tareas relacionadas con la industria. Prahova contiene el 8% de la actividad industrial nacional.
Algunas de las grandes compañías multinacionales (como Coca Cola, Unilever, Interbrew, Michelin y Timken) han realizado grandes inversiones en los últimos años.
Las industrias que predominan en el distrito de Prahova incluyen:
- Industria petrolera (representa aproximadamente el 50% de la actividad industrial del distrito).
- Equipamientos para la extracción de hidrocarburos.
- Industria química.
- Industria del caucho.
- Industria de componentes mecánicos.
- Industria de alimentos y bebidas.
- Industria textil.

La agricultura también ha tenido un desarrollo importante en esta parte de Rumania. En el sur de Prahova, se practica la agricultura extensiva y la zona de colinas es apta para el desarrollo de viñedos y frutales. El distrito contribuye con un 3% de la producción agrícola nacional.

## Turismo
El Valle de Prahova es una de las zonas con mayor potencial de desarrollo turístico del país, y cuenta con una importante infraestructura para atender a los visitantes.
Los principales destinos turísticos de este distrito son:
- En el Valle de Prahova:
  - El resort de Sinaia.
  - El resort de Buşteni.
  - El resort de Azuga.
  - Los montes Bucegi.

- En el Valle del río Teleajen:
  - El resort de Vălenii de Munte.
  - Cheia.
  - Slănic.
  - Los Montes Zăganul.
  - Los Montes Ciucaş.

- En el Valle del río Doftana:
  - El resort de Telega.
  - Valea Doftanei.
  - Los Montes Gârbova.

- La ciudad de Ploieşti.

## Divisiones administrativas
El distrito tiene 2 ciudades con estatus de municipiu, 12 ciudades con estatus de oraș y 90 comunas.

### Ciudades con estatus demunicipiu
- Ploiești (la capital)
- Câmpina

### Ciudades con estatus deoraș
| - Azuga - Băicoi - Boldești-Scăeni - Breaza - Bușteni - Comarnic |  | - Mizil - Plopeni - Sinaia - Slănic - Urlați - Vălenii de Munte |

### Comunas
- Adunați
- Albești-Paleologu
- Aluniș
- Apostolache
- Ariceștii Rahtivani
- Ariceștii Zeletin
- Baba Ana
- Balta Doamnei
- Bălțești
- Bănești
- Bărcănești
- Bătrâni
- Berceni
- Bertea
- Blejoi
- Boldești-Gradiștea
- Brazi
- Brebu
- Bucov
- Călugăreni
- Cărbunești
- Ceptura
- Cerașu
- Chiojdeanca
- Ciorani
- Cocorăștii Mislii
- Cocorăștii Colț
- Colceag
- Cornu
- Cosminele
- Drăgănești
- Drajna
- Dumbrava
- Dumbrăvești
- Filipeștii de Pădure
- Filipeștii de Târg
- Fântânele
- Florești
- Fulga
- Gherghița
- Gorgota
- Gornet
- Gornet-Cricov
- Gura Vadului
- Gura Vitioarei
- Iordăcheanu
- Izvoarele
- Jugureni
- Lapoș
- Lipănești
- Măgurele
- Măgureni
- Măneciu
- Mănești
- Olari
- Păcureți
- Păulești
- Plopu
- Podenii Noi
- Poiana Câmpina
- Poienarii Burchii
- Posești
- Predeal-Sărari
- Provița de Jos
- Provița de Sus
- Puchenii Mari
- Râfov
- Salcia
- Sălciile
- Scorțeni
- Secăria
- Sângeru
- Șirna
- Șoimari
- Șotrile
- Starchiojd
- Ștefești
- Surani
- Talea
- Tătaru
- Teișani
- Telega
- Tinosu
- Târgșoru Vechi
- Tomșani
- Vadu Săpat
- Valea Călugărească
- Valea Doftanei
- Vărbilău
- Vâlcănești